# 彭公达
彭公达（1903年—1928年），湖南湘潭县人。中国共产党早期领导人。
1927年，担任中共湖南区委农民部长和湖南农民协会秘书，后选为中央委员。八七会议上，他当选为中共临时中央政治局候补委员，后任中共湖南省委书记，与毛泽东回湘领导秋收起义。1927年11月，被撤职。1928年，在安源被捕，后被枪决。